# Izyaslav Moiseyevich Kerzhner
Izyaslav Moiseyevich Kerzhner, né le 6 mars 1936 à Dnipropetrovsk (Ukraine) et mort le 29 mai 2008 à Saint-Pétersbourg (Russie) est un entomologiste russe, hétéroptériste (spécialiste des punaises), professeur et directeur de recherche à l'Institut zoologique de l'Académie russe des Sciences, et membre de la Commission internationale de nomenclature zoologique.

## Carrière
Izyaslav M. Kerzhner est entré en 1953 à l'Université de Chișinău (Moldavie), mais le département d'entomologie a fermé peu de temps après. Il décide de déménager à Léningrad, et s'inscrit comme étudiant au département d'entomologie de l'Université d'État de Léningrad, et suit les cours du professeur A.S. Danilevsky, responsable du Département, qui lui suggère d'étudier la systématique des Hémiptères, qui restera son centre d'intérêt toute sa vie. Après avoir obtenu son diplôme, il est engagé par l'Institut zoologique, et travaille sous la direction du professeur A. N. Kirichenko. En 1965, il défend sa thèse sur les Nabidae d'URSS. Il est devenu un expert en histoire de l'entomologie et de la zoologie, particulièrement intéressé par l'histoire de la recherche sur le terrain par des voyageurs et collecteurs russes. Il était également féru de bibliographie, souvent appelé pour résoudre des problèmes bibliographiques,.
À partir de 1996, il est un membre de la Commission internationale de nomenclature zoologique, où il a résolu de nombreux problèmes nomenclaturaux, pas uniquement concernant les Hétéroptères. Il a été le traducteur en russe de deux éditions du Code international de nomenclature zoologique.
Il avait développé d'importantes connaissances linguistiques, connaissant, en plus de l'ukrainien et du russe, le latin, le grec, l'anglais, l'allemand et le français, et il pouvait lire l'italien, l'espagnol et le chinois basique.
Son troisième champ d'activité a été son travail éditorial. Il a notamment coordonné la publication des onze volumes des Insectes de Mongolie. Il a été fondateur en 1992 et rédacteur de chef de la revue Zoosystematica Rossica.
Izyaslav M. Kerzhner a également été un habile collecteur d'insectes, et a participé à de nombreuses expéditions à travers le Kazakhstan (1957, 1960, 1962, 1966, 1978, 1987), en Transbaïkalie (1962), en Extrême-Orient (1959, 1963, 1982), à Sakhaline et aux Kouriles (1973), au Kamtchatka (1985), dans l'Altaï et à Touva (1964), en basse Volga (1961), en Ouzbékistan (1965, 1966), au Kirghizstan (1966, 1972), au Tadjikistan (1972), en Mongolie (1967, 1969-1971, 1976, 1980), en Bulgarie (1972), à Cuba (1986), au Mexique (1989), en Corée du Sud (1993) et en Israël (1999), de même qu'aux États-Unis.
Il a été membre du Conseil Scientifique et de Comité de la Bibliothèque de l'Institut zoologique de l'Académie russe des Sciences, du Conseil et du présidium, de la Société entomologique russe, de la Société internationale des Hémiptéristes, membre honoraires des Sociétés entomologiques russes et hongroises.

## Hétéroptériste
En tant qu'hétéroptériste, I. M. Kerzhner a fortement contribué à améliorer la connaissance dans les familles des Miridae, des Pentatomidae, des Lygaeidae, des Nabidae ainsi que dans d'autres familles. Il a notamment étudié la faune de l'Est de la Russie, de la Mongolie et des régions adjacentes.
Il a décrit 33 nouveaux genres, 10 nouveaux sous-genres, 358 espèces et 29 sous-espèces.

## Hommages
De nombreux genres (cinq) et espèces ont été nommées en son honneur. Selon BioLib (26 mars 2023) : 
- Kerzhnercryptes Brailovsky, 2002
- Kerzhnerella Richter, 1975
- Kerzhnerhygia Brailovsky, 1993
- Kerzhnerocossus Yakovlev, 2011
- Kerzhneroches Kiritshenko & Scudder, 1973
- Acmaeodera kerzhneri Volkovitsh, 2008
- Acoryphocoris kerzhneri Kanyukova, 1982
- Agathis kerzhneri Tobias, 1972
- Alloeotomus kerzhneri Qi & Nonnaizab, 1994
- Alloxytropus kerzhneri Zaitzev, 1972
- Anaceratagallia kerzhneri Emeljanov, 1987
- Anthocoris kerzhneri Bu & L.Y. Zheng, 2001
- Anthypurinus kerzhneri Korotyaev, 1990
- Aphonoides kerzhneri Gorochov, 2007
- Arcuatitibia kerzhneri Z.H. Luo, Lu & Cai, 2009
- Australocader kerzhneri B. Lis, 1997
- Barioxyonyx kerzhneri Korotyaev, 2001
- Belomicrus kerzhneri Antropov, 1995
- Castanopsides kerzhneri (Josifov, 1985)
- Cerophanes kerzhneri Tobias, 1971
- Chelonus kerzhneri (Tobias, 1989)
- Chilothorax kerzhneri (Nikolajev, 1984)
- Chorebus kerzhneri Tobias, 1998
- Coelioderes kerzhneri (Korotyaev, 1994)
- Compsidolon kerzhneri Kulik, 1973
- Coniopteryx kerzhneri Meinander, 1971
- Coranus kerzhneri P.V. Putshkov, 1982
- Coridius kerzhneri Lis, 1990
- Cossus kerzhneri Yakovlev, 2011
- Cryptopimpla kerzhneri Kuslitzky, 2007
- Ctenochira kerzhneri Kasparyan, 2013
- Cylapopsallops kerzhneri Popov & Herczek, 2006†
- Cyphon kerzhneri Klausnitzer, 1982
- Dacnusa kerzhneri Tobias, 1998
- Dactylochelifer kerzhneri Beier, 1973
- Damalis kerzhneri Richter, 1966
- Dashymenia kerzhneri Gorczyca & Wolski, 2006
- Deraeocoris kerzhneri Josifov, 1983
- Diachasmimorpha kerzhneri (Tobias, 1998)
- Dichrooscytus kerzhneri Josifov, 1974
- Dictyonota kerzhneri Golub, 1975
- Dienerella kerzhnerie V. A. Tsinkevich, 2007
- Dryophilocoris kerzhneri Jung & Yasunaga, 2010
- Dufourea kerzhneri (Pesenko & Astafurova, 2006)
- Echthroplexiella kerzhneri Trjapitzin, 1972
- Eclipophleps kerzhneri L.L. Mishchenko, 1968
- Elanela kerzhneri Grazia & Silva, 2006
- Elasmostethus kerzhneri Yamamoto, 2003
- Encyrtus kerzhneri Trjapitzin & Sitdikov, 1993
- Erythroneura kerzhneri Dmitriev & Dietrich, 2007
- Eudorylas kerzhneri Kuznetzov, 1990
- Fijivelia kerzhneri J. Polhemus & D. Polhemus, 2006
- Filatima kerzhneri Ivinskis & Piskunov, 1989
- Fulvius kerzhneri Gorczyca, 2000
- Geron kerzhneri Zaitzev, 1975
- Hapithus kerzhneri Gorochov, 1993
- Heterospilus kerzhneri Belokobylskij & Maetô, 2009
- Hyoidea kerzhneri Hoberlandt, 1963
- Isodromus kerzhneri Sharkov, 1984
- Itara kerzhneri Gorochov, 1997
- Izinabis kerzhneri Shcherbakov, 2007†
- Izyacapsus kerzhneri Henry, 2006
- Ktyr kerzhneri (Lehr, 1972)
- Labops kerzhneri Vinokurov, 2010
- Lachesilla kerzhneri Günther, 1974
- Leptopterna kerzhneri Vinokurov, 1982
- Loricula kerzhneri Pericart, 1969
- Lygus kerzhneri Qi, 1993
- Macrosaldula kerzhneri Cobben, 1985
- Medetera kerzhneri Negrobov, 1966
- Melanocoryphus kerzhneri Josifov, 1965
- Metoisops kerzhneri Popov & Herczek, 1992†
- Micaredemus kerzhneri Slater & Wilcox, 1970
- Montandoniola kerzhneri Yamada, Yasunaga & Miyamoto, 2010
- Myiophanes kerzhneri Wygodzinsky, 1966
- Nebria kerzhneri Shilenkov, 1982
- Neotoxoscelus kerzhneri (Alexeev, 1975)
- Nerthra kerzhneri Cassis & Silveira, 2006
- Nesticella kerzhneri (Marusik, 1987)
- Orthonotus kerzhneri (Josifov, 1968)
- Oxyonyx kerzhneri Korotyaev, 1982
- Parapiesma kerzhneri Heiss & Pericart, 1983
- Peritropis kerzhneri Gorczyca, 2000
- Phaenocarpa kerzhneri Belokobylskij, 1998
- Pharetrophora kerzhneri Narolsky, 1994
- Phasmocera kerzhneri Trjapitzin, 1971
- Phelotrupes kerzhneri Shokhin, 2008
- Phlebiastes kerzhneri Emeljanov, 1961
- Phytocoris kerzhneri Linnavuori, 1971
- Phytocoris kerzhnerianus Yasunaga & Schwartz, 2015
- Pithyotettix kerzhneri Anufriev, 1975
- Psallus kerzhneri Josifov, 1992
- Pterostichus kerzhneri Lafer, 1983
- Punctifulvius kerzhneri Schmitz, 1978
- Pygoplatys kerzhneri Magnien, 2008
- Rhaconotus kerzhneri (Belokobylskij, 1985)
- Rhopalus kerzhneri Göllner-Scheiding, 1984
- Rhyssalus kerzhneri (Tobias, 1977)
- Salka kerzhneri Dworakowska, 2006
- Scirtetellus kerzhneri Medvedeva, 1975
- Sigara kerzhneri Jaczewski, 1963
- Simulium kerzhneri (Rubtsov, 1975)
- Solenoxyphus kerzhneri Konstantinov, 2008
- Sophianus kerzhneri C.S. Lin, 2009
- Sphenoptera kerzhneri Volkovitsh & Kalashian, 2001
- Stichopogon kerzhneri (Lehr, 1975)
- Subgulina kerzhneri Krivokhatsky, 1996
- Suwallia kerzhneri Zhiltzova & Zwick, 1971
- Synapion kerzhneri (Ter-Minasian, 1971)
- Tersilochus kerzhneri Khalaim, 2007
- Thamiocolus kerzhneri Korotyaev, 1980
- Timia kerzhneri Zaitzev, 1982
- Tingis kerzhneri Golub, 2006
- Tolongia kerzhneri Chérot, Yasunaga & Pauwels, 2000
- Triplatyx kerzhneri Kment, 2008
- Tuponia kerzhneri Drapolyuk, 1982
- Brachynema purpureomarginatum kerzhneri Ribes & Pagola-Carte, 2007
- Kuvera pallidula kerzhneri Anufriev, 1988

## Publications
I. M. Kerzhner a publié, entre 1958 et 2008, 278 publications,, dont les articles et ouvrages suivants,: